# ネットスケープコミュニケーションズ
ネットスケープコミュニケーションズ（英：Netscape Communications Corporation）はジム・クラークとマーク・アンドリーセンらによって設立された、かつて存在したアメリカ合衆国の企業である。1994年4月4日にモザイク・コミュニケーションズ（Mosaic Communications Corporation）として設立され、同年11月14日にネットスケープコミュニケーションズに社名変更した。1998年、AOLによって買収された。ネットスケープコミュニケーションズは以下に挙げている製品だけでなくJavaScript、RDF/RSS、SSLといった根幹技術を生み出した企業でもある。

## 製品

### Netscape Navigator
当初、機能に制限を設けたウェブブラウザであるNetscape Navigatorを無料配布し、機能制限のない製品版の購入を促す戦略をとった。事業は成功し、株式公開時に市場が白熱した話は有名である。この後、World Wide Webの利用が爆発的に拡大した。
このことに触発されたビル・ゲイツはブラウザ開発に本腰を入れ、マイクロソフトはWindows 95の発売と同時にInternet Explorerをリリース。当初は有償のWindows機能拡張セットであるMicrosoft Plus!の一部であったが、後に無償での配布に変更。Windows 95の後継バージョンWindows 98からは標準でInternet Explorerを搭載した。無償であることとWindowsの市場占有率の高さから、自然とInternet Explorerの利用者は増えていった。
ネットスケープコミュニケーションズとマイクロソフトのシェア争いは第一次ブラウザ戦争と呼ばれた。しかしネットスケープはなおも有料販売モデルに固執しユーザーの流出を招くこととなったが、ネットスケープはマイクロソフトに対し不公正な競争であるとの訴訟を起こす。後にこの訴訟は、ネットスケープを買収したAOLとマイクロソフトの訴訟の和解の際、子会社であるネットスケープの訴えも併せて取り下げられた。
1998年1月、ついにNavigator無料化への変更を余儀なくされるが、既にこの時点で多くの利用者をInternet Explorerに奪われていたため、ウェブページもInternet Explorerでの閲覧を優先したものが多くなっていた。その後に新バージョンを出すも欠陥が多く、Windowsとの相性の悪さ、初心者を戸惑わせる複雑な設定項目なども敬遠され、Webブラウザとしての競争力を失った。2011年時点でのNetscapeの利用率は0.1%未満である。
1995年に設立された日本法人は2001年をもって解散している。
2002年にNetscape 7を、2005年にNetscape 8をリリースしたが、バージョン8以降英語版以外の公式版はリリースされていない。
Netscape製品は親会社AOLが設立したMozilla Foundationに移行し、開発が続けられている。

### Directory Server
Netscape Directory Serverは、世界初の商用LDAPディレクトリサーバである。この製品はミシガン大学のLDAPv1サーバslapdから派生した物であり、設定ファイルの書式など多くの部分でslapdの末孫OpenLDAPとの共通点を見いだす事ができる。LDAPv2への対応はNetscape社独自の実装によって対応している。この製品は現在、サン・マイクロシステムズがNetscape社から権利を買い、現在はSun Java System Directory ServerとしてLDAPv3対応サーバとして提供されている。日本ではソフトバンク、NTTドコモ等が採用するなど大規模ディレクトリシステムにおける業界標準となっている。またNetscape社が留保した権利を含む事業はレッドハットが買収し、389 Directory ServerおよびRed Hat Directory Serverとして提供されている。

### Netscape Application Server
企業向けに発売されたWebアプリケーションサーバである。